# ارنی گیلتوت
ارنی گیلتوت (انگلیسی: Ernie Gillatt؛ زادهٔ) بازیکن فوتبال اهل بریتانیا است.
از باشگاه‌هایی که در آن بازی کرده‌است می‌توان به باشگاه فوتبال بارنزلی، باشگاه فوتبال منزفیلد تاون، باشگاه فوتبال برنلی، و باشگاه فوتبال لیتون اورینت اشاره کرد.